# La edad de la inocencia (novela)
La edad de la inocencia (título original inglés: The Age of Innocence) es una novela de Edith Wharton publicada en 1920 y que fue galardonada en 1921 con el Premio Pulitzer. La acción de la novela transcurre en la alta sociedad neoyorquina de la década de 1870.
La edad de la inocencia se publicó dos veces: primero como folletín en la revista Pictorial Review, entre julio y octubre de 1920; y posteriormente como libro por D. Appleton and Company, tanto en Nueva York como en Londres. Recibió una cálida acogida; según Times Book Review era "un brillante panorama de la Nueva York de hace 45 años. La novela más solicitada en bibliotecas públicas y un best seller en librerías".

## Antecedentes
La novela tiene lugar en el pequeño círculo aristocrático de Nueva York en la década de 1870, que puede mostrar una línea de antepasados que se remonta a los primeros pobladores. Sólo ellos determinan la vida social de la clase alta. Las reglas tradicionales dictan, sobre todo, a las jóvenes cómo deben comportarse, qué es apropiado y qué no. Son presentados a la sociedad a una edad temprana, se comprometen y se casan como corresponde, sin conocerse realmente. Su vida en el matrimonio también está determinada por estándares de respetabilidad, y la pareja masculina disfruta de mucha más libertad.
La propia autora provenía de una familia de esa aristocracia, descendientes de comerciantes ingleses y holandeses, como se describe en la historia. Y al igual que su personaje ficticio Ellen, llevó una vida llena de acontecimientos entre Estados Unidos y Europa, que la formó, donde pasó seis años de su primera infancia y donde estuvo en su mediana edad, incluida la duración total de la Primera Guerra Mundial, y también los últimos años de su vida los vivió casi en su totalidad allí. 
El deseo de independencia de Edith Wharton surgió desde el principio y no quería verse restringida, ni como escritora ni en su papel de mujer. Casada con el maníaco-depresivo Edward Wharton y sin hijos, mantuvo durante años un apasionado e infeliz romance con el periodista Morton Fullerton, que trabajó en La edad de la inocencia, entre otras cosas.  
Edith Wharton también escribió, de manera mucho más irreconciliable, sobre los efectos de las rígidas convenciones en su exitosa novela La casa de la alegría, que se publicó en 1905.  Los temas y personajes de La edad de la inocencia también recuerdan a su novela de 1907 Madame de Treymes y al cuento A la larga (1912), en el que dos amantes renuncian  a su relación para satisfacer las demandas de la sociedad.
No solo su propia vida sirvió a la autora como plantilla para la novela. “Para los muchos personajes, Edith se basó en gran medida en su entorno de familia y amigos, mezclando y combinando sus rasgos. Diferentes rasgos de la madre de Wharton, Lucretia, aparecen en el personaje de ficción mojigato y distante Louisa van der Luyden, en la madre de May, la Sra. Welland, que también oculta una cierta estrechez de miras detrás de su fachada amistosa, con la estirada y poco imaginativa Sra. Archer, la madre del protagonista, y también con la no particularmente inteligente May con su visión de la vida en última instancia banal.
Para el personaje del banquero judío Julius Beaufort, el autor se basó con gran detalle en el financiero August Belmont. Incluso mencionó el "carruaje amarillo canario" de su amante, lo que causó un gran revuelo cuando se publicó la novela.
La figura más claramente reconocible es su tía bisabuela [de Wharton], Mary Mason Jones, quien es retratada en la novela como la abuela de Ellen [y de May], la anciana, obesa y testaruda Sra. Mingott, vuelve a la vida. 
Se refiere que el latiguillo "Keeping up with the Joneses" remite a la familia de su padre. 

## La inspiración del título
Se dice que el título fue inspirado por La edad de la inocencia, un estudio de personajes realizado por el inglés sir Joshua Reynolds, completado en 1785 o 1788. Esta obra se reprodujo en gran número en aquella época, aunque el título original era Little girl. Quien encarnaría esta edad de inocencia sería el personaje de May. Se trataría de una ironía, por la contradicción entre los modales pulidos y las intrigas de la sociedad en la edad de oro de Nueva York. 
Werner von Koppenfels sospecha que el título se refiere a aquella edad dorada (Gilded Age) de la opulenta sociedad neoyorquina del siglo XIX, que a su vez rima con jaula dorada (Gilded cage), como remanso de supuesta inocencia.

## Estructura
La novela se divide en dos libros. El primero narra el compromiso del protagonista Newland Archer con May Welland, y está lleno de vericuetos y complicaciones debido a la aparición de su prima, la condesa Ellen Olenska.
El segundo libro describe el período no menos difícil del matrimonio de May y Newland y su relación con Ellen.

## Estilo narrativo
La autora, considerada una “estudiante literaria de Henry James” , refleja procesos internos y externos con amor por el detalle. Describe con sensibilidad los pensamientos y acciones de los personajes, mientras que como narradora también los comenta y evalúa. El protagonista Newland Archer es siempre el centro de atención.
La descripción precisa de las casas y el mobiliario es típica del estilo narrativo de Edith Wharton, que pasó años ocupándose del diseño de interiores y el diseño de jardines, como se puede observar en su obra The Decoration of Houses, publicada en 1897. Los ejemplos incluyen la villa del banquero Beaufort y la biblioteca de Archer en La edad de la inocencia. 
A través de flashbacks, por ejemplo de la infancia de los personajes, se registran diferentes niveles temporales en la novela.

## Trama

### Primer libro
El joven abogado Newland Archer ve a Ellen Olenska por primera vez, durante una representación de ópera. Ella está con su prima, May Welland, con quien él está comprometido. Archer no ha visto a Ellen desde la infancia hace mucho tiempo. Después de dejar a su esposo, un conde polaco, ahora está de regreso en Nueva York con su abuela (y la de May), la Sra. Mingott.
En el baile posterior en la villa del banquero Beaufort, se anuncia oficialmente el compromiso de Newland y May. Siguen las visitas habituales, como a la Sra. Mingott, la jefa del clan familiar. Madame Olenska aparece con el casado Julius Beaufort. Casualmente le pide a Archer que la visite de vez en cuando, pero Newland ignora su invitación. Poco después se entera de que Ellen quiere divorciarse y también escucha el rumor de que ha estado viviendo con la secretaria de su marido en Europa durante más de un año.
Cuando los Mingott dan un banquete para celebrar la llegada de Ellen, casi todos los invitados se niegan a participar. La familia, humillada, busca el consejo de los van der Luyden, que están a la cabeza de la aristocracia de Nueva York, quienes invitan a la condesa a una cena en honor del duque de St. Austrey.
En la noche de la invitación, Ellen se aparta del duque entrometido y se sienta con Archer, a quien invita nuevamente a visitarla. Esta vez acepta la invitación. La ve en la casa de su tía Medora Manson, a la que se ha mudado. Ellen llega tarde y explica que viajaba con Julius Beaufort. Archer está celoso y se siente cada vez más atraído por Ellen. Pero cuando el duque de St. Austrey conoció a la cuestionable Sra. Struthers aparece, está sobrio. Para él, May vuelve a ser la mujer que le conviene.
Archer ahora está instando a su prometida a que la boda se lleve a cabo antes. Pero May no está de acuerdo, quiere seguir los deseos de su madre y las reglas habituales. Las dudas de Archer han vuelto.
Poco tiempo después, recibe una orden de los Mingott en el bufete de abogados donde trabaja: la familia rechaza el deseo de divorcio de la condesa Olenska y quiere hacer algo al respecto.
En una reunión con Ellen sobre el asunto, Newland plantea la amenaza de su marido. El conde acusa a Ellen de haber tenido una aventura. Ella no niega eso. Con el argumento de que la sociedad de Nueva York la abandonaría después de tal juicio, Archer finalmente puede convencerla de que abandone su proyecto.
No puede quitarse a Ellen de la cabeza. Cuando se entera de que ella se hospeda en la finca de los van der Luyden, Newland decide reunirse allí con ella en secreto.
Encuentra a Ellen sola en la finca. Ambos tienen sentimientos por el otro. En esta situación, aparece Beaufort y Newland, frustrado, viaja de regreso a Nueva York. No cumple con la solicitud por escrito de Ellen para una aclaración. Ahora quiere visitar a su prometida, que actualmente se encuentra en Florida con sus padres.
Cuando Newland presiona de inmediato para una fecha de boda anticipada, May expresa la sospecha de que probablemente no esté seguro de querer casarse con ella en un año. Tal vez incluso ama a otra mujer. Archer lo niega todo.
Pero de vuelta en Nueva York, se cita con Ellen y le declara abiertamente su amor por ella. Ella tiene reparos dado su noviazgo y su plan de romper con May. En mayo llega un telegrama: A pedido de la anciana Sra. Mingott sus padres ahora están de acuerdo con una fecha cercana para la boda.

### Segundo libro
Newland soportó la ceremonia de la boda unas semanas después sin emoción. Busca en vano a Ellen. La joven pareja se embarca en un viaje de luna de miel de tres meses a Europa, que los decepciona a ambos.
De vuelta en Nueva York, Archer lleva una vida independiente, casi como antes del matrimonio, y Ellen es solo una sombra en su memoria.
Fin de la tierra, Newport, Rhode Island. Residencia de verano de la familia Wharton
Pero durante el verano en Newport, Archer ve cambios serios en su situación de vida: la joven pareja vive con los padres de May en su casa de vacaciones y él se ve obligado a seguir sus estrictas reglas.
En un festival deportivo, Newland se encuentra con la tía de Ellen, Medora Manson, que está pasando unos días en Portsmouth con su sobrina. Newland no ha visto a Ellen en un año y medio. Él sabe que ella ahora vive en Washington con Medora.
Su deseo de volver a verla ya no puede ser reprimido. Archer viaja a Portsmouth, donde se entera de que la condesa se ha ido a Boston. Con el pretexto de tener negocios en Boston, Newland ve a Ellen. Ella le dice que su marido la quiere de vuelta. Archer puede persuadirla para que escriba una carta de rechazo. Ella acepta también su deseo de pasar el día con él.
En una posada rural, Ellen habla sobre el último año y medio. Critica duramente a la sociedad estadounidense y su forma de vida tradicional. Cuando Newland le pregunta por qué no regresa a Europa, ella responde que es por él. Pero ella solo se quedará en Estados Unidos si Newland se mantiene en su matrimonio.
La condesa luego vive con Medora en Washington como antes, mientras que Archer crea una especie de mundo paralelo con libros y sus pensamientos sobre Ellen. Finalmente, finge que tiene que ir a Washington por negocios.
El banco de Beaufort quiebra y la sociedad de Nueva York lo deja caer. Contra todas las reglas, su esposa lo apoya. Cuando ella le pide ayuda a la Sra. Mingott, ésta sufre un infarto por la emoción. Quiere luego que Ellen vuelva a vivir con ella y la cuide.
Como el viaje a Washington se ha vuelto inútil para Archer, encuentra nuevos subterfugios para evitar tener que ir al supuesto viaje de negocios. Cuando recoge a Ellen en el ferry a petición de la familia, intenta en vano instarla a huir con él. Incluso cuando se encuentran en secreto en un museo, Ellen rechaza el plan de Archer de vivir juntos en el extranjero. Finalmente, Newland acepta su sugerencia de que hagan el amor solo una vez antes de que Ellen regrese a Europa para siempre.
En casa, May le cuenta sobre una conversación que tuvo con su prima, a quien encontró en casa de su abuela. Cuando Newland May quiere confesarlo todo, ella lo interrumpe. Acaba de recibir un mensaje de Ellen de que vivirá con Medora en Europa. Su decisión es irreversible.
Luego, los jóvenes Archer dan una cena de despedida a la condesa Olenska. Ellen se coloca al lado de Newland. Por la amabilidad exagerada de los presentes hacia ellos, él se da cuenta de que todos conocen su amorío, y la partida de Ellen lo salva del escándalo. Archer está decidido a seguirla a París.
Pero cuando más tarde le explica a May que pronto tendrá que emprender un largo viaje, ella le revela que está esperando un hijo, lo cual arruina su plan de forma definitiva.
Treinta años después, el mayor de sus tres hijos, Dallas, convence a Newland, ahora viudo, de viajar a París. Dallas sube al apartamento de Ellen, pero Newland se queda esperando afuera.

## Personajes

### Newland Archer
Cuando comienza la novela, Newland Archer está bastante contento con la vida que lleva. Vive con su madre y su hermana en una casa señorial en Nueva York y ha sido el cabeza de familia respetado desde la muerte de su padre. Siempre consciente de su alta posición social, se siente intelectual y culturalmente superior a la mayoría de sus semejantes. Se asocia con escritores y artistas, aunque no pertenecen a su clase.
Como muchos caballeros de la clase alta, Newland ejerce la profesión de abogado, que goza de más prestigio que la comercial, sin estar especialmente comprometido. A veces tiene "la terrible idea de hacer lo mismo a la misma hora todos los días durante el resto de su vida".  Los envíos mensuales desde Europa con los últimos lanzamientos de libros son más que un cambio bienvenido para él. Con ellos se retira a su biblioteca amueblada con buen gusto, el lugar donde se siente más cómodo. Debido al profundo afecto que siente por su madre y su hermana, acepta con paciencia los lujosos muebles sofocantes del resto de la casa.
Su bella prometida, May Welland, todavía parece ser solo un eslabón en su cadena de logros. Pero su carácter infantil y su inocencia hacen que Archer sueñe con un matrimonio tradicional en el que él será el maestro y ella su alumna. May se corresponde exactamente con el estereotipo de su imagen de mujer, que no difiere en nada de la de sus compañeras de club menos educadas: hay mujeres decentes con las que te casas y “las otras” para una aventura.  Archer está enamorado de ella sin estar apasionadamente excitado.
Toda su visión de la vida y su imagen bastante vana de sí mismo comienzan a tambalearse cuando se encuentra de nuevo con la mundana y poco ortodoxa Ellen Olenska. Al principio, él está sorprendido por su comportamiento "inapropiado" y agradecido "de poder conectarse con una mujer de ideas afines" . Pero la naturaleza serena de Ellen y su espontaneidad sin vacilaciones lo fascinan cada vez más. Lo que comenzó como una amistad respetuosa se convierte en un amor apasionado. A lo largo de su relación, Archer reconoce la superficialidad de las costumbres en la sociedad de York y el trato desigual de hombres y mujeres. Ahora ve su actitud anterior como "ridículamente conservadora", incluso ve la relación sexual de Ellen con el secretario bajo una luz diferente: las mujeres deberían poder tener las mismas experiencias que los hombres, defiende a Ellen contra su hermana y madre. Siente cada vez más intensamente el deseo de finalmente escapar de su estrecho mundo con Ellen. Pero razones familiares lo obligan a mantener sus votos matrimoniales.
Vivir con May es solo un deber para él en los primeros días de su matrimonio. Cada uno vive su propia vida; sus necesidades son demasiado diferentes. Con Ellen, en cambio, sigue conectando -además de la atracción física- intereses comunes y la certeza de haber encontrado un espíritu afín. Archer intenta en vano reconciliar su sentido de responsabilidad hacia May con su amor por Ellen. A medida que avanza la historia, empuja los límites del comportamiento aceptable y pierde el contacto con la realidad. Las acciones de Ellen, su escape a Europa, finalmente lo detuvieron.
Después de la muerte relativamente temprana de May, Archer podría haber reanudado su relación con ella. Pero cuando se para frente a la casa en París donde vive Ellen, se siente inseguro y cohibido. Él sospecha que ella llevó y lleva una vida diferente y más rica que él nunca podría seguir. Ellen ha cambiado su visión del mundo hasta cierto punto, pero en realidad no se ha asentado en el mundo ilustrado y más libre de sus tres hijos. La comprensión de que su vida con May fue, en última instancia, lo correcto le da paz.

### Ellen Olenska
Ellen regresó a Nueva York por iniciativa de su abuela después de enterarse de las "circunstancias escandalosas" en las que vivía la condesa en Italia tras la repentina separación de su marido. 
Desde su más temprana infancia, Ellen ha vivido exclusivamente en Europa, primero con sus padres y después de su muerte con su tía. Para ella, Estados Unidos es un mundo completamente extraño cuyas reglas no conoce.
Es muy segura de sí misma, un espíritu libre, pero al mismo tiempo sensible y vulnerable. Su belleza delicada, aunque un poco descolorida (tiene casi treinta años) y su carisma hacen que nunca le falten admiradores. Poco después de su llegada a Nueva York, apareció en público con el casado Julius Beaufort y otros hombres sin ningún tipo de timidez. Ella trasciende las diferencias sociales, por lo que es casi amiga de su criada Nastasia, a quien trajo consigo de Italia.
La llamada "buena sociedad" pronto le da la espalda, al menos en lo que respecta a la parte femenina. Al principio, Ellen ni siquiera se da cuenta, luego se siente profundamente herida. Ella no quiere ser "diferente" y quiere adaptarse a su nuevo entorno en la medida de lo posible, y está descubriendo gradualmente, sobre todo a través de Archer, valores en Estados Unidos que no llegó a conocer en Europa.
Sin embargo, no puede resistir sus fuertes sentimientos por Newland. Como él, ella sufre por la desesperanza de su amor. Aun así, está dispuesta a vivir en un limbo emocional siempre y cuando solo puedan verse de vez en cuando. Pero cuando Archer sigue rogándole que huya al extranjero con él, ella busca una solución para terminar la relación. Ella le ofrece una unión sexual por única vez, para no volver a verse después de eso. Sin embargo, después de un largo período de separación, no puede resistir la renovada insistencia de Archer.
Sin embargo, cuando Ellen se entera del embarazo de May, los remordimientos de conciencia y su sentido de responsabilidad hacia la familia finalmente superan lo negativo de la situación. Huir a Europa parece ser la única forma de romper con Archer para siempre y permitir que su prima May constituya una familia con él en paz.

### May Welland
La prometida y luego mujer de Archer fue criada para ser la esposa y madre perfecta desde una edad temprana. Sigue meticulosamente las reglas de la sociedad, siendo siempre la joven superficial y conformista esperada en el medio social que frecuenta. Tiene poco interés en la cultura y parece insípida en la conversación. Le falta imaginación y también le falta confianza en sí misma. Es por eso que ella, alta y delgada como un niño, concede gran importancia a la ropa costosa que le da seguridad. El deporte, en el que May muestra ambición y celebra los éxitos, también juega un papel importante en su vida.
Existe en ella, sin embargo, un lado más profundo, lleno de compasión y generosidad, que ofrece May Archer justo antes de su boda. Se ofrece a romper su compromiso para que pueda casarse con la mujer que realmente desea. Pero cuando descubre que el amor de él pertenece a su prima, e incluso mientras esa relación continúa, May engaña a la sociedad, y a sí misma, haciéndole creer que tienen el matrimonio perfecto. Soporta la adversidad con su típica paciencia estoica. Pero su infelicidad la lleva a otra actitud y su naturaleza manipuladora se activa: para separar a Ellen de Archer, May le dice que está embarazada, aunque en este momento no está segura.
Durante los largos años de su monótono matrimonio, May demuestra ser una esposa confiable. Le ofrece a Archer seguridad, paz y devoción incondicional. Es una madre dedicada a sus tres hijos. Cuando uno de sus nietos cae gravemente enfermo, ella se sacrifica por él. A pesar del amor perdurable de Archer por Ellen, ha encontrado su propio papel y lo ha asumido con facilidad.
Sin embargo, a May no se le permite desarrollar más su personalidad. “El mundo de su juventud había cambiado sin que ella se diera cuenta.  Hasta el final de su vida actúa con inquebrantable inocencia según los principios que aprendió.

### Catalina Manson Mingott
Manson Mingott, nacida como Catherine Spicer en circunstancias modestas, es la matriarca de la poderosa familia Mingott. Ya viuda a la edad de 28 años y muy rica gracias a su herencia, se asegura la posición más alta en la familia, también debido a su mente aguda y su fuerza de carácter.
En el mundo formal de la clase alta de Nueva York, Mingott actúa como una extraña. Sin observar las normas sociales, siempre actúa como le parece y sigue siendo respetada por todos. Siempre ha tenido debilidad por Ellen, quien, como ella, no se conforma. Ella observa su conexión con Beaufort y Archer con diversión, y se asegura de que Ellen (al principio) sea apoyada y aceptada por el resto de la familia.

### Julius Beaufort
El arrogante banquero británico Julius Beaufort, "una apariencia agradable y majestuosa, malhumorado, hospitalario e ingenioso",  no deja piedra sin remover para iniciar una aventura con Ellen. Él la persigue, sin su consentimiento, hasta Maine, donde ella literalmente huyó de él. Pero sigue siendo utilizado por Ellen solo como un compañero generoso y mundano. Beaufort, de cuyos orígenes se sabe poco, es reconocido por la clase alta neoyorquina sólo por su mujer, descendiente de los primeros círculos.
Cuando su banco tiene que declararse en quiebra, pierde el favor de la sociedad. Sin embargo, el hombre que se ha hecho a sí mismo pronto encuentra forma de construir una nueva vida exitosa en el extranjero con su amante y posterior esposa Fanny Ring.

### Marquesa Medora Manson
Viuda varias veces, la tía de Ellen, Medora Manson, es de noble linaje, razón por la cual los neoyorquinos aceptan su vida inestable y excéntrica. Después de la temprana muerte de los padres de Ellen, ella se lleva a la niño con ella, de mala gana, y viaja con ella por toda Europa durante años. Allí la muchacha, de sólo 18 años, se casa con el rico conde Olenski por mediación de Medora (y también por su propio interés).
Completamente empobrecida tras la muerte de su último marido, Medora sigue a Ellen a Nueva York y continúa acompañándola durante largos períodos de su vida.

### Louisa y Henry van der Luyden
Se cree que sus personajes están basados en los van Rensselaers, que eran primos de Edith Wharton y se encontraban entre la aristocracia neoyorquina de más alto rango.
Después de que la sociedad de Nueva York desairado y dejado de lado a Ellen, los van der Luyden apoyan a la condesa invitándola primero a una cena exclusiva y luego a una estadía en su finca para demostrar la solidaridad de sus familias. Aprecian la sofisticación de Ellen y se divierten con su naturaleza animada. No importa lo que piensen los demás, están por encima de todo y de todos.

### Adeline y Janey Archer
La señora Archer, de soltera Newland, adora a su hijo y está feliz por su compromiso con May. La viajera Ellen Olenska, en cambio, la mira con desconfianza desde el principio. Aunque recluida debido a cierta timidez, Adeline es francamente adicta a las últimas noticias sociales, que Sillerton Jackson, el experto en cotilleos, le trae regularmente en las cenas. Entonces ella no ahorra con comentarios mezquinoa, a veces maliciosos.
La hermana solterona e intolerante de Archer, Janey, forma una unidad formal con su madre, sin la cual no hace nada y de quien se diferencia solo por sus ideas caprichosas, a menudo románticas. Ambas aman el aire libre y viajan regularmente a Inglaterra y Alemania, siempre a los mismos lugares y alojamientos.

### Augusta Welland
La madre de May crio a su hija para que fuera una dama de sociedad. La falta de imaginación y puntos de vista rígidos sobre la propiedad se transfieren de generación a generación. El marido hipocondríaco y de voluntad débil de Augusta, que recuerda al marido de Edith Wharton, Teddy, se somete a sus deseos sin resistencia y cumple sus demandas. Después de algunos años de matrimonio, Archer descubre cada vez más en May las características de su suegra: una mujer que actúa con lentitud y siempre de manera predecible.
Lemuel Struthers encarna un personaje de sangre y dinero nuevo en la novela. En la década de 1870, solo los neoyorquinos de pensamiento libre como Beaufort o la condesa Olenska se atrevían a aceptar las invitaciones de la estridente persona de origen cuestionable a sus entretenidas fiestas.
Ampliamente reconocido como un experto en modales y buen gusto, Lawrence Lefferts es miembro del círculo inmediato de la familia Archer. Se sospecha que está detrás de la brusca negativa de los invitados a asistir a la cena de bienvenida de la condesa Olenska. Según Newland, hace alarde de sus altos estándares morales cuando tiene una nueva aventura y quiere distraer a su esposa Gertrude.
El conde Olenski nunca aparece en la historia en persona y se lo describe medio lisiado y feo. Lleva una vida disoluta y ha dilapidado la importante dote de Ellen. Un comentario velado de Lawrence Lefferts implica la bisexualidad del conde, un reflejo de la decadencia en sectores de la nobleza europea.
Monsieur Rivière fue secretario del conde Olenski antes de que viviera con su esposa Ellen en Italia. Más tarde trabaja en Europa como profesor privado de idiomas y luego en América como periodista. Newland lo conoció por casualidad en Inglaterra durante su luna de miel y quedó tan fascinado por su educación, su visión libre de la vida y su elocuencia que no deja de intentar hablar con él. Otra reunión de los dos hombres tiene lugar en América por iniciativa de Rivière.

## Temas
Además de las rígidas convenciones ya mencionadas, el amor y la pasión (sexualidad) son temas fundamentales de la novela. Ambos motivos están a su vez estrechamente vinculados al complejo de temas: el papel social de hombres y mujeres, así como figuras femeninas contrastantes, encarnadas por May y Ellen. Entre los dos se encuentra el protagonista Newland Archer. Por un lado, ve a su dulce novia, radiantemente pura, criada en el mismo sistema social que él. Pero a veces se pregunta si May fue quizás "toda esta inocencia inculcada artificialmente"  y si su matrimonio no se convertiría en una "unión permanentemente poco atractiva basada en intereses materiales y sociales".  Por otro lado, la excitante condesa Olenska lo atrae con su carisma erótico, quien naturalmente se permite libertades a las que solo los hombres tienen derecho en ese momento. Newland tiene que elegir entre el amor de camaradería y confianza de May y el amor lujurioso pero también irritante entre él y Ellen Olenska. En última instancia, las dos mujeres toman la iniciativa y toman una decisión que, como Archer se da cuenta cuando mira hacia atrás en su vida, era correcta: vivir con la condesa en Europa habría sido completamente abrumador.
Otros temas incluyen la descripción de la riqueza y la clase social, y el cambio social a principios de siglo. Los que tienen dinero "viejo" se sienten amenazados por los nuevos ricos, que parecen estar ganando terreno. Para ellos, la aceptación por parte de la alta sociedad es su prioridad número uno y están dispuestos a hacer lo que sea necesario para lograrlo. Después del cambio de siglo, ambos estratos sociales convergen, en beneficio de todos. Se asiste a las ilustres fiestas de Struther, y el matrimonio del hijo mayor de May y Newland con la hija de Beaufort por parte de su ex amante Fanny Ring es fácilmente aceptado por todos.

## Recepción
Ellen Olenska y May Welland han estado principalmente en el centro de las discusiones literarias desde que se publicó la novela. Originalmente vista como haciendo lo correcto al hablar sobre su embarazo para salvar su matrimonio, ahora se la ve más comúnmente como manipuladora y antipática. La recepción del personaje de novela Ellen ha cambiado más con el tiempo: la seductora egocéntrica se convirtió en una mujer admirable e independiente que estaba muy adelantada a su tiempo. 
En 2001, en The Critical Reception of Edith Wharton, Helen Killoran elogió su narración excepcional y su sutil ironía. 
Un importante estudio de la novela en 2005 en la Universidad de Florida también examinó las influencias autobiográficas en términos de contenido y motivos: la vida de Edith Wharton como una "mujer del viejo Nueva York y [como] una europea solitaria... y la vida como una esposa y amada". En el estudio, Alisa Mariva DeBorde describe a los personajes Ellen y May como "representaciones completamente opuestas de la vida y la cultura en la década de 1870". 
La crítica literaria estadounidense Hillary Kelly cree que "el estatus de Edith Wharton en la sociedad hizo que su historia fuera más que creíble, la hizo real... Los novelistas antes de Wharton entendieron que contar historias era un acto de divulgación, pero ella lo incorporó a la arquitectura". momento de la inocencia y lo convirtió en un arma. 
Con motivo de la nueva publicación y nueva traducción de la novela en 2015, Brigitte Neumann escribió, algo más críticamente: "No todos los personajes son igualmente convincentes para Edith Wharton... El héroe procrastinador Newland Archer y su pálida esposa May se encuentran ocasionalmente. con el desprecio del narrador omnisciente... Su picadura deliciosos dibujos de personajes como la Sra. Mingott... y la pareja van der Luyden. 
La autora escribió la novela en solo siete meses (desde finales del verano de 1919 hasta finales de marzo de 1920). Antes de la publicación, Edith Wharton tenía dudas de que alguien siguiera interesado en los temas de aquella época pasada. Su amigo cercano, Walter Berry, también comentó con cinismo: "Tú y yo somos las únicas personas que lo van a leer.  Pero estaban equivocados. The La edad de la inocencia, estrenada en 1920, vendió 115.000 copias en Estados Unidos, Canadá y Gran Bretaña en su primer año, y dos años después se estrenó una versión cinematográfica muda. 
Cuando Edith Wharton recibió el Premio Pulitzer (arriba) en 1921, no apareció en la ceremonia de premiación en la Universidad de Columbia. Se había enterado de que el premio era por "elevar la moral estadounidense" y que Main Street de Sinclair Lewis había sido rechazado por "insultar a figuras prominentes del Medio Oeste". El escritor de ninguna manera podría identificarse con esto. 

## Adaptaciones
En 1924 se realizó una primera adaptación cinematográfica, una película muda producida por Warner Brothers, dirigida por Wesley Ruggles y con Beverly Bayne y Elliott Dexter en los papeles protagonistas.
En 1928 fue convertida en obra de teatro por Margaret Ayer Barnes y estrenada en Broadway en 1928. Tanto la novela como su adaptación teatral fueron la base de una segunda adaptación a la gran pantalla, la película de la RKO La edad de la inocencia (1934), protagonizada por Irene Dunne y John Boles.
En 1993 la tercera adaptación cinematográfica de la novela fue dirigida por Martin Scorsese. La película La edad de la inocencia está protagonizada por Michelle Pfeiffer, Daniel Day-Lewis, Winona Ryder, Richard E. Grant y Miriam Margolyes. Winona Ryder obtuvo un Globo de Oro por su interpretación de May Welland Archer, y la película recibió un Premio Óscar por su vestuario. La narradora fue Joanne Woodward.